# 奥菜つばさ
奥菜 つばさ（おきな つばさ、1981年2月6日 - ）は、日本のAV女優、元ストリッパー。川村 翼（かわむら つばさ）、星井 未来（ほしいみらい）、新城 あゆみ（しんじょうあゆみ）名義の作品もある。
なお生年月日は、3月1日という説もある。上記生年月日は、現在のロック座の公式タレント・プロフィールより。
趣味は旅行、ぬいぐるみ集め、犬と散歩。特技は水泳とトランペット。

## 略歴
東京都出身。2000年5月6日、ナニワミュージックでデビュー。同年12月にAVデビュー。浅草ロック座所属。2009年12月30日、ストリッパー引退。

## 主な出演作品

### アダルトビデオ
2000年
- milky Lemon（12月25日、フェアリー）(VHS)

2001年
- ルームティーチャー（1月30日、フェアリー）
- Gcup-taste（3月25日、ビッグモーカル）
- 微笑みGカップ（3月30日、ロイヤルアート）
- SEXY ON THE RORD（4月25日、ビッグモーカル）
- ラビリンス LR-32（12月1日、エクストリーム）(VHS)
- スーパービッグコレクションAVアイドル24人4時間スペシャル (12月14日、ビッグモーカル)

2002年
- コスプレックス2（2月8日、桃太郎映像出版）
- ANGEL COLLECTION BIG BUST（2月28日、ロイヤルアート）
- PLAY GIRL（4月19日、VIP）
- つばさの唇Vol.1（6月1日、オーロラ）
- つばさの唇Vol.2（6月1日、オーロラ）
- LABYRINTH REBORN VOL.08 (7月22日、エクストリーム)
- 家庭教師の誘惑 もう先生ガマンできないの ここ開いてナメてみて･･･（8月21日、アテナ映像）
- 美少女DX VOL.3（9月13日、幻映舎）
- 桃の缶詰2 Vol.5 ランジェリーエンジェルズ (10月18日、桃太郎映像出版）
- Gカップ激乳宙吊り絶頂 極上巨乳愛奴（10月22日、アートビデオ）(VHS)
- GANG! BANG! vol.8 (11月22日、桃太郎映像出版）

2003年
- Begean14（1月17日、桃太郎映像出版）
- オナニートーイズストーリー（1月24日、桃太郎映像出版）
- 猥褻巨乳美女マゾ～炸裂Ｍ連続オルガズム～（1月27日、アートビデオ）
- SUPER BODY 美乳・巨乳コレクション VOL2 (4月1日、バーチャルウェーブ)
- おっきいー女学園 3年4組（5月10日、フリービジョン）
- 巨乳処刑人 前田康夫43歳 (5月17日、SODクリエイト）
- 第2回夏祭り！ゆかた美人 (6月6日、ネクストイレブン）
- SOD的面接 Ｐ巨乳★爆乳★大集合SP（6月20日、SODクリエイト）
- Big Tits（10月14日、バーチャルウェーブ）
- エッチなデートvol.3（10月23日、アルファーインターナショナル）
- デジフェラ 3 有名女優編 (10月31日、桃太郎映像出版）
- もし…こんな妹がいたら ～第2章～（11月16日、ガッツ）
- 奥菜つばさの巨乳でごめんなさい。（11月20日、ビースト企画）
- メイドさんGo!Go![萌える2D美少女・あどべんちゃーげーむ=コスプレ声優とハメハメ」シリーズ Vol.2（2003-12-04、SOD） ※ゲーム扱い
- 狂い泣く巨乳愛奴たち’03（12月11日、アートビデオ）
- 姦の虎 KKD-02 (12月20日、覇王)
- 泡姫 ソープの女（12月24日、アクティブワン）

2004年
- 爆乳レズビアン バスト96cmと88cmの仲良しレズ。（3月1日、アルファーインターナショナル）
- B,Bボインボム03（4月21日、シャイ企画）
- AV Queen’s 30人BOX（5月21日、HARLEM）
- W-G-cup レズビアン SPKD-31 (5月21日、スパークス)
- 女子アナ陵辱中継4-（6月17日、SODクリエイト）
- 桃太郎 The Best 悩殺！超フェロモン 美乳軍団（6月18日、桃太郎映像出版）
- 水着の天使達 (8月20日、桃太郎映像出版）
- プラチナ女子校生4時間 2（9月17日、イエローボックス）
- 爆乳お姉さんの中出し天気予想（11月26日、アルファーインターナショナル）
- ハイパーバスト・ギャルズ・スペシャル（12月17日、HARLEM）
- SHY DX 企画編（12月17日、シャイ企画）
- 痴女ナース2（12月20日、ネクストイレブン）
- おっきぃー女学園 特別授業（12月25日、フリービジョン）

2005年
- 犯 HAN-CHICHI 乳（1月20日、アレックス）
- 私のスケベな秘部【爆乳尽くし編】（1月25日、萌えっ娘クラブ）
- 家庭教師はガマンできない 18（4月9日、クリスタル映像）
- 寸止め 生ごろしはヤメて!9（4月16日、クリスタル映像）
- 美人ナースのSEXファイル 2～巨乳編～(4月29日、うまなみ。)
- 巨乳女子校生狩り 2（5月27日、うまなみ。）
- 巨乳x爆乳GRANDPRIX SPECIAL8（6月13日）多数
- Gカップ激乳宙吊り絶頂 極上巨乳愛奴（6月22日、アートビデオ）※DVD版
- 超絶淫技ポルチオトランス 第03話（7月28日、ベイビーエンターテイメント）
- 家庭教師は女子大生SP10（8月15日、クリスタル映像 MMC）
- AVアイドルコレクション4時間DX vol.1（8月19日、HARLEM）他多数出演
- 姦魔輪姦 レイプコレクターズエディション DGM-015（10月1日、麒麟堂）
- コスプレ☆パラダイス（10月21日、HARLEM）
- 美人ナース4時間（10月26日、おかず。）
- 家庭教師は女子大生8時間100連発!!（12月16日、クリスタル映像）

2006年
- 秘女琴Vol.3～隠宿～（7月19日、桃太郎映像出版）
- 女子校生狩り4時間 2（10月20日、おかず。）
- ～初対面で～股を開く少女達（11月7日、アルファーインターナショナル）
- 勃起!!エッチな61人総発射77連射ノンストップ4時間! たっぷり見せます 安心価格￥1,995!!（11月19日、桃太郎映像出版）
- 巨乳×爆乳8時間100連発！！ 2 (12月15日、クリスタル映像 MMC)

2007年
- はだける胸元40人の浴衣美人アソコから汁も滴るイイ女!（8月7日、桃太郎映像出版）
- 伝説の巨乳女優（12月19日、桃太郎映像出版）

2008年
- 小柄16人の美少女ハメまくり（5月7日、桃太郎映像出版）他15名出演
- 女にとって最後の砦 絶対絶命〔ママ〕の最強性感帯とは…? ポルチオアクメBEST（12月13日、ベイビーエンターテイメント）

2009年
- すべてまるごと見せます! 極上巨乳美人 7時間25分 SEXD-97（7月7日、桃太郎映像出版）

発売年不明
（VHS作品)
- Milky Shower (bubble）
- NURSE 裸の白衣 (フリービジョン）
- パッションフルーツ (ジェネレーションプランニング）
- マシュマロ 148cm GCUP 奥菜つばさをインディーズで揺らす！ (マシュマロ）
- 豪乳列伝2 (パイオツ同好会）
- 聖女狩り (ララ・エンターテイメント）
- ガンマ・スペシャル Vol.13 切り裂き姦魔美女崩壊伝説（麒麟堂）
- 素人巨乳娘大図鑑 満足巨乳 Vol.6 (マックス・エー）
- ブルセラ 4×烈FUCK (幻映舎）
- 淫縛溺呻 Vol. 007 (麒麟堂）
- 姦魔 不条理 (麒麟堂）

（DVD作品)
- MY SELECTION (フリーク）
- PIN UP XXX (バーチャルウェーブ）
- POISON 催眠 (幻映舎） POISON 催眠
- Sweet Triangle (ドリームクリエイト）
- THE BEST SELECTON OF BEJEAN 6 (桃太郎映像出版)
- sexy broadband わたし、もう止められない･･･あなたに私を捧げます。(幻映舎）
- コスプレHAIRS (アートモデルズ）
- ピンナップトリプルエックススーパーベスト (バーチャルウェーブ）
- フェチレイプ 乳房と尻に狂う男の究極 (アレックス）
- 完全無審査ウラ生系 ナース屋 MMY-004
- 巨乳 the ふぁいぶ3 (幻映舎）
- 巨乳女子校生20人 120分スペシャル (おかず。）
- 中出し爆乳お天気お姉さん (スパークス）
- 満足巨乳スペシャル BOMBER＆GIRLS 200％巨乳大好き!! (マックス・エー）
- 舐めちゃう舐められちゃう◆68人出演◆MBD-24 (桃太郎映像出版）

(川村翼名義）
- ビキニ倶楽部act.5 川村翼がイクっ! (無敵屋）
- ビキニぱい02（2008年7月18日、無敵屋）
- 極小水着のハミ出し乳首 (YeLLOW）
- オナニー図鑑 No2 (無敵屋）他多数出演
- 肛門図鑑 No2 (無敵屋）他多数出演
- 顔騎図鑑 No2 (無敵屋）他多数出演
- 包茎を直視した女性達のリアクションを鑑賞する図鑑(12月12日、無敵屋)

(無記名）
- 大空の匂い vol.12（2004年8月11日、光夜蝶）
- 若妻の匂い vol.100（2004年12月2日、光夜蝶）